# Adam Matuszczyk
Adam Matuszczyk ([ˈadam maˈtuʂt͡ʂɨk]; sinh ngày 14 tháng 2 năm 1989) là một cầu thủ bóng đá chuyên nghiệp người Ba Lan thi đấu ở vị trí tiền vệ cho câu lạc bộ 1. FC Düren của Đức và là tuyển thủ quốc gia Ba Lan. Vốn xuất thân là một tiền vệ trái, anh cũng có thể chơi ở vị trí tiền vệ phòng ngự.

## Sự nghiệp
Matuszczyk bắt đầu sự nghiệp chơi bóng trong màu áo SpVgg Merzig và sau đó đầu quân cho VfB Dillingen. Sau những năm tháng thành công ở các lứa trẻ của VfB Dillingen anh được 1. FC Köln chiêu mộ vào mùa hè năm 2003 và được đôn lên đội dự bị vào mùa 2008–09. Ở nửa đầu mùa giải, Matuszczyk có 11 trận ra sân; vào ngày 3 tháng 2 năm 2009, anh được đôn lên đội một của 1. FC Köln. chơi tại Bundesliga Anh có trận ra mắt Bundesliga vào ngày 27 tháng 2 năm 2010 chạm trán Bayer Leverkusen. Anh có được những pha lập công đầu tiên tại Bundesliga vào ngày 10 tháng 4, khi lập cú đúp giúp Köln thắng 2–0 trên sân khách trước Hoffenheim. Tháng 1 năm 2012, anh bị đem cho Fortuna Düsseldorf mượn.
Tháng 5 năm 2015, Matuszczyk ký hợp đồng 3 năm với Eintracht Braunschweig. Tuy nhiên sau mùa giải 2. Bundesliga 2016–17, anh chuyển đến câu lạc bộ Zagłębie Lubin của Ba Lan.
Ngày 16 tháng 6 năm 2017, anh ký hợp đồng với đội bóng Zagłębie Lubin tại giải Ekstraklasa.
Ngày 31 tháng 1 năm 2019, Matuszczyk đầu quân cho Uerdingen 05 dưới dạng hợp đồng ngắn hạn.

## Cấp đội tuyển
Cựu tuyển thủ U-21 này có lần đầu được triệu tập lên đội tuyển bóng đá quốc gia Ba Lan vào ngày 19 tháng 12 năm 2009 để dự King's Cup tại Thái Lan. Tuy nhiên anh bị câu lạc bộ chủ quản giữ lại do lịch thi đấu kể trên nằm ngoài hệ thống thi đấu quốc tế của FIFA. Ngày 4 tháng 5 năm 2010, anh được triệu tập cho các trận đá giao hữu vào tháng 5 năm 2010. Anh có trận đá ra mắt đội tuyển vào ngày 29 tháng 5 năm 2010 gặp Phần Lan. Anh có bàn thắng đầu tiên trong màu áo tuyển trong trận gặp tuyển Mỹ vào tháng 10 năm 2010.

## Thống kê sự nghiệp

### Cấp câu lạc bộ
Tính đến 6 tháng 6 năm 2017.
| Câu lạc bộ                | Mùa                | Giải               | Giải    | Giải      | Cúp     | Cúp       | Khác1   | Khác1     | Tổng cộng | Tổng cộng | Chú thích |
| Câu lạc bộ                | Mùa                | Giải               | Số trận | Bàn thắng | Số trận | Bàn thắng | Số trận | Bàn thắng | Số trận   | Bàn thắng | Chú thích |
| ------------------------- | ------------------ | ------------------ | ------- | --------- | ------- | --------- | ------- | --------- | --------- | --------- | --------- |
| Köln II                   | 2008–09            | Regionalliga West  | 25      | 3         | —       | —         | —       | —         | 25        | 3         | [ 16 ]    |
| Köln II                   | 2009–10            | Regionalliga West  | 11      | 1         | —       | —         | —       | —         | 11        | 1         | [ 17 ]    |
| Köln II                   | 2014–15            | Regionalliga West  | 1       | 0         | —       | —         | —       | —         | 1         | 0         | [ 17 ]    |
| Köln II                   | Tổng cộng          | Tổng cộng          | 37      | 4         | —       | —         | —       | —         | 37        | 4         | —         |
| Köln                      | 2009–10            | Bundesliga         | 9       | 2         | 0       | 0         | —       | —         | 9         | 2         | [ 17 ]    |
| Köln                      | 2010–11            | Bundesliga         | 24      | 2         | 3       | 0         | —       | —         | 27        | 2         | [ 18 ]    |
| Köln                      | 2011–12            | Bundesliga         | 9       | 0         | 1       | 0         | —       | —         | 10        | 0         | [ 17 ]    |
| Köln                      | 2012–13            | 2. Bundesliga      | 28      | 1         | 2       | 0         | —       | —         | 30        | 1         | [ 19 ]    |
| Köln                      | 2013–14            | 2. Bundesliga      | 22      | 0         | 3       | 1         | —       | —         | 25        | 1         | [ 20 ]    |
| Köln                      | 2014–15            | Bundesliga         | 10      | 0         | 2       | 0         | —       | —         | 12        | 0         | [ 17 ]    |
| Köln                      | Totals             | Totals             | 102     | 5         | 11      | 1         | —       | —         | 113       | 6         | —         |
| Fortuna Düsseldorf (mượn) | 2011–12            | 2. Bundesliga      | 8       | 1         | 0       | 0         | 2       | 0         | 10        | 1         | [ 17 ]    |
| Eintracht Braunschweig    | 2015–16            | 2. Bundesliga      | 29      | 1         | 3       | 0         | —       | —         | 32        | 1         | [ 21 ]    |
| Eintracht Braunschweig    | 2016–17            | 2. Bundesliga      | 1       | 0         | —       | —         | —       | —         | 1         | 0         | [ 17 ]    |
| Eintracht Braunschweig    | Tổng cộng          | Tổng cộng          | 30      | 1         | 3       | 0         | —       | —         | 33        | 1         | —         |
| Tổng kết sự nghiệp        | Tổng kết sự nghiệp | Tổng kết sự nghiệp | 177     | 11        | 14      | 1         | 2       | 0         | 193       | 12        | —         |

- 1.^ Tính cả trận playoff thăng hạng.

### Bàn thắng cho đội tuyển
| Bàn thắng | Ngày                | Địa điểm                   | Đối thủ | Tỉ số | Kết quả | Giải đấu | Nguồn |
| --------- | ------------------- | -------------------------- | ------- | ----- | ------- | -------- | ----- |
| 1.        | 9 tháng 10 năm 2010 | Soldier Field, Chicago, Mỹ | Hoa Kỳ  | 1–1   | 2–2     | Giao hữu |       |

## Danh hiệu
- U-19 Bundesliga: 2008